# Pseudosterrha paulula
Pseudosterrha paulula är en fjärilsart som beskrevs av Swinhoe 1886. Pseudosterrha paulula ingår i släktet Pseudosterrha och familjen mätare. Inga underarter finns listade.